# Guillaume V de Nevers
Pour les articles homonymes, voir Guillaume V.
Guillaume V de Nevers, né en 1168, mort en 1181, comte de Nevers, d'Auxerre et de Tonnerre (1176-1181), fils de Guy, comte de Nevers, d'Auxerre et de Tonnerre, et de Mahaut de Bourgogne.